# Wideload Games
Wideload Games était un studio de développement de jeux vidéo créé en 2003 à Chicago par Alex Seropian, l'un des cocréateurs de la série Halo. Le studio a été racheté le 8 septembre 2009 par Disney Interactive Studios, filiale de la Walt Disney Company, puis est fermé le 6 mars 2014.

## Jeux vidéo
- Stubbs the Zombie in Rebel Without a Pulse
- Hail to the Chimp
- Guilty Party